# Lịch Shamsi Hijri
Lịch Shamsi Hijri (tiếng Ba Tư: گاه‌شماری هجری خورشیدی, tiếng Pashtun: لمريز لېږدیز کلیز) hay còn gọi là lịch Hijri theo chu kỳ mặt trời (để phân biệt với lịch Hijri cũ theo chu kỳ mặt trăng), viết tắt SH, là lịch chính thức của nước Iran và Afghanistan. Lịch này bắt đầu một năm từ ngày xuân phân Bắc Bán Cầu, được tính toán theo thiên văn dựa theo múi giờ chuẩn Iran tính dựa theo kinh độ (52.5°E hay là GMT+3.5). Cách tính thời gian này thì chuẩn xác hơn lịch Gregorius trong việc dự đoán ngày xuân phân, do nó sử dụng việc quan sát thiên văn, thay vì là những quy luật toán học.
Mỗi tháng của lịch Shamsi Hijri tượng trưng cho một cung hoàng đạo. Sáu tháng đầu là những tháng có 31 ngày, năm tháng kế tiếp có 30 ngày, và tháng cuối cùng có 29 ngày (tuy nhiên nếu là năm nhuận sẽ có 30 ngày). Ngày đầu năm mới luôn rơi vào ngày xuân phân Bắc Bán Cầu.
1. ↑  M. Heydari-Malayeri, A concise review of the Iranian calendar, Paris Observatory.